# Armorique (Schiff, 1972)
Die Armorique war eine Ro-Pax-Fähre, die von 1976 bis 1993 von Brittany Ferries im Fährverkehr zwischen dem Vereinigten Königreich und Frankreich sowie zeitweise Spanien eingesetzt wurde.

## Geschichte

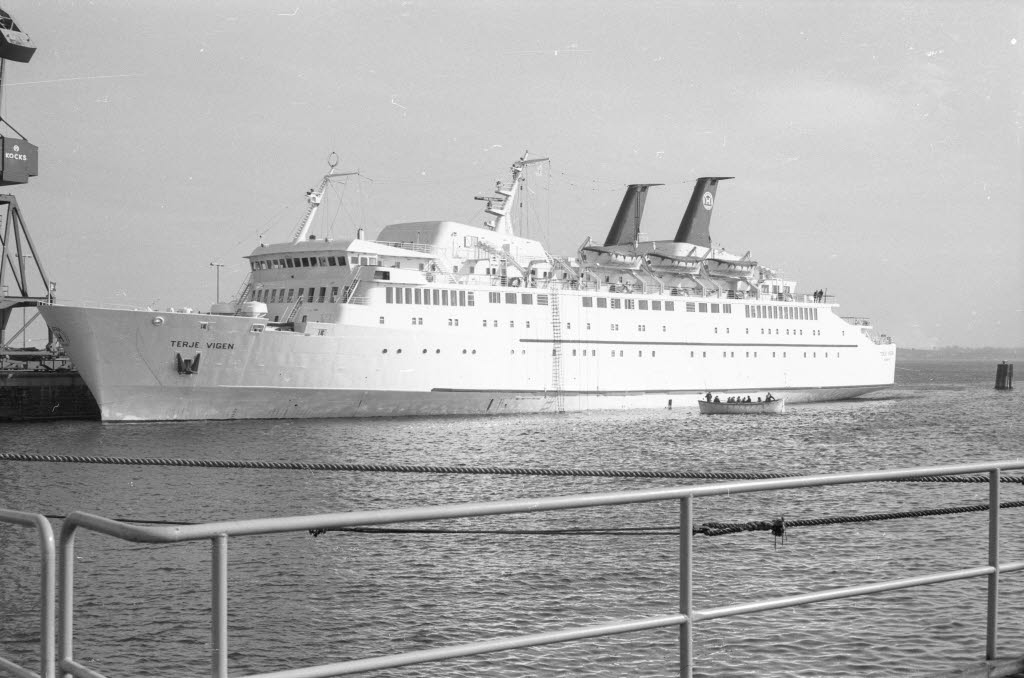
Terje Vigen 1972 in Kiel

Das Schiff wurde Anfang der 1970er-Jahre auf der französischen Werft Société nouvelle des Ateliers et chantiers du Havre (SNACH) in Le Havre als Terje Vigen für DA-NO Linien in Oslo gebaut. Der Stapellauf fand am 24. April 1971 statt. Das Schiff wurde am 13. Mai 1972 an DA-NO Linien abgeliefert und auf der Strecke zwischen Oslo und Aarhus eingesetzt. 1973 wurde das Schiff mit Rückcharter an DA-NO Linien an Skan-Fahrt in Hamburg verkauft. 1975 wurde es an Brittany Ferries verkauft. Die letzte Überfahrt zwischen Oslo und Århus fand am 30. Dezember des Jahres statt. Anschließend wurde das Schiff in Frankreich für den Einsatz bei Brittany Ferries umgebaut und Anfang März 1976 in Armorique umbenannt.
Brittany Ferries setzte das Schiff zunächst zwischen Plymouth und Roscoff und Plymouth bzw. Portsmouth und Saint-Malo ein. Es ersetzte die Prince de Bretagne.
Ab 1978 wurde das Schiff für eine neue Fährverbindung zwischen Plymouth und Santander eingesetzt. Pro Woche wurden zwei Rundreisen durchgeführt. Am Wochenende fuhr das Schiff zwischen Plymouth und Roscoff sowie Roscoff und Cork. 1982 kehrte es auf die Strecke Portsmouth–Saint-Malo zurück. In den Folgejahren wurde es auf wechselnden Routen eingesetzt: Roscoff–Cork, Portsmouth–Saint-Malo, Plymouth–Roscoff und Portsmouth–Saint-Malo. In den 1990er-Jahren verband das Schiff Portsmouth mit Saint-Malo, Caen und Cherbourg sowie Poole mit Saint-Malo und Cherbourg.
1986 wurde das Schiff im März und April für wenige Wochen an SMZ verchartert, die das Schiff zwischen Hoek van Holland und Harwich einsetzten, sowie 1988 im Mai und Juni an Truckline Ferries, die es zwischen Poole und Cherbourg einsetzten. Im September und Oktober 1989 sowie Dezember 1989 und Januar 1990 war das Schiff außerdem jeweils für kurze Zeit an British Channel Island Ferries im Verkehr zwischen Poole und den Kanalinseln Guernsey und Jersey verchartert.
Anfang 1991 nutzte die französische Armee das Schiff im Rahmen des Zweiten Golfkriegs für den Transport von Soldaten von Toulon nach Yanbu in Saudi-Arabien.
Bis Ende September 1992 wurde das Schiff noch von Brittany Ferries im Fährverkehr zwischen dem Vereinigten Königreich und Frankreich eingesetzt und anschließend außer Dienst gestellt. Im Februar 1993 folge noch ein kurzzeitiger Einsatz für British Channel Island Ferries, die das Schiff erneut zwischen Poole und Guernsey und Jersey einsetzten.

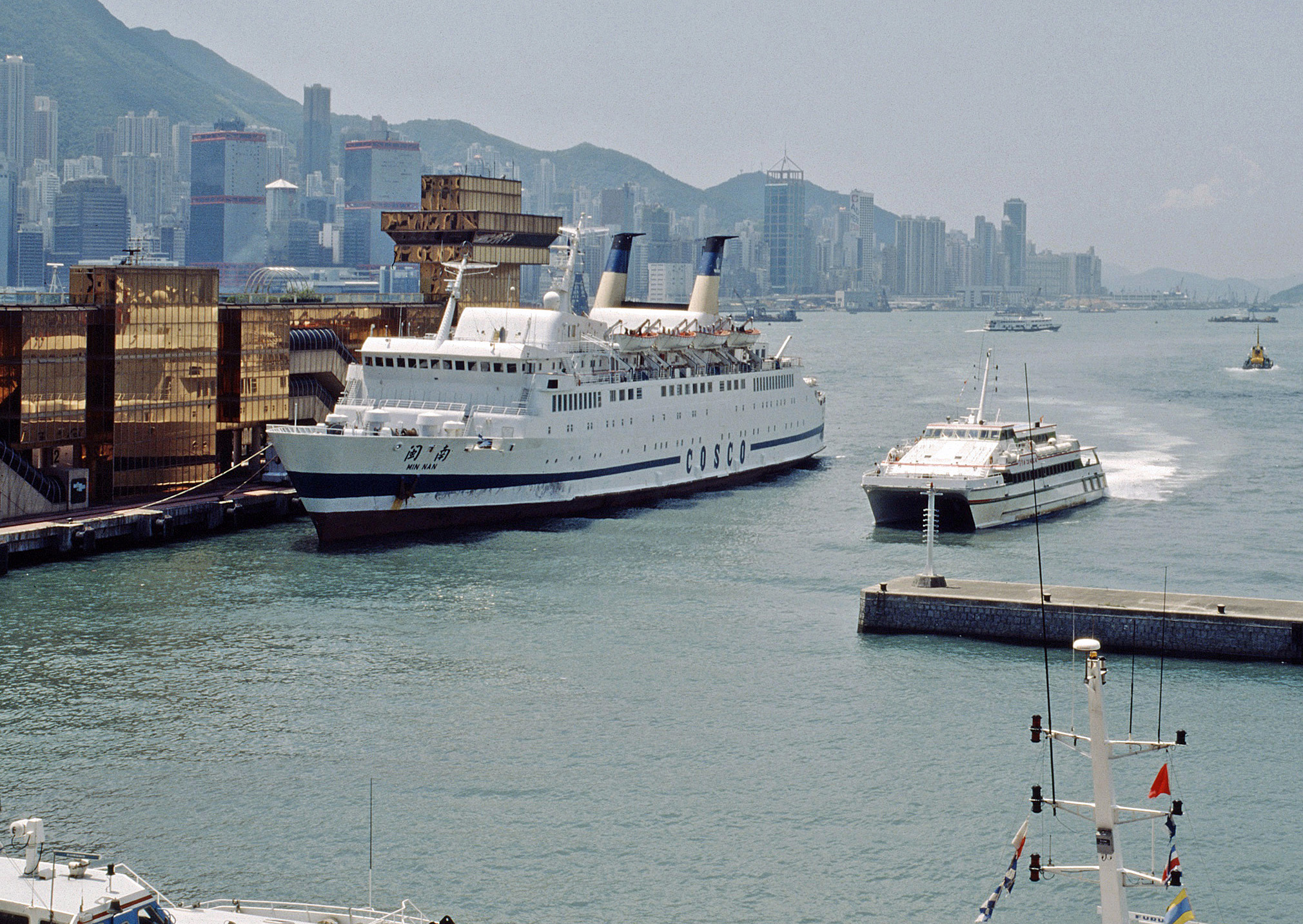
Min Nan 1995 in Hongkong

Ende 1993 wurde das Schiff nach China verkauft und als Min Nan zwischen Xiamen und Hongkong eingesetzt. Nach einem weiteren Verkauf 1998 wurde es in Sheng Sheng umbenannt. 2005 ging das Schiff an eine indonesische Reederei, die es als Tirta Kencana I zwischen Surabaya auf Java und Makassar auf Sulawesi einsetzte. Anfang 2009 wurde das Schiff in Musthika Kencana II umbenannt.
Am 4. Juli 2011 brach in den frühen Morgenstunden Ortszeit auf einem der Autodecks Feuer aus. Das Schiff befand sich zu diesem Zeitpunkt in der Javasee etwa 45 Seemeilen südlich der Masalembu-Inseln auf der Fahrt von Surabaya nach Makassar (⊙). An Bord befanden sich 168 Passagiere sowie 23 Besatzungsmitglieder. Das Schiff hatte 55 Fahrzeuge geladen. Nachdem das Feuer mit Bordmitteln nicht gelöscht werden konnte, entschied der Kapitän, das Schiff zu evakuieren. Alle Personen an Bord konnten von zu Hilfe geeilten Schiffen gerettet werden. Das Feuer an Bord breitete sich über weite Bereiche des Schiffes aus. In der Folge sank die Fähre am 5. Juli 2011 (⊙).

## Technische Daten und Ausstattung
Der Antrieb des Schiffes erfolgte durch zwei Viertakt-Zwölfzylinder-Dieselmotoren des Herstellers SEMT Pielstick (Typ: PC2-2V400), die auf zwei Verstellpropeller wirkten. Das Schiff war mit zwei Bugstrahlrudern ausgestattet.
Für die Stromerzeugung standen drei Dieselgeneratoren des Herstellers Mirlees Blackstone (Typ: ESTL 8 MA) mit zusammen 1.950 kVA Scheinleistung zur Verfügung.
Das Schiff verfügte über sechs für Passagiere zugängliche Decks. Die Passagierkabinen befanden sich auf den drei unteren Decks. Insgesamt standen 190 Kabinen zur Verfügung, davon 16 Vierbettkabinen, 172 Zweibettkabinen und zwei Deluxe-Kabinen. Außerdem standen 244 Pullman-Sessel zur Verfügung. An Bord gab es mehrere Restaurants, ein Cafe, eine Bar, zwei Shops, ein Kino und eine Wechselstube. Die drei oberen Decks waren nach hinten mit jeweils einem Sonnendeck versehen.
Bei Umbauten der Fähre wurde die Aufteilung der Decks teilweise verändert. So wurden z. B. die Bar entfernt und mit einem Bereich mit Ruhesesseln ersetzt, während anstelle der Ruhesessel weitere Kabinen eingebaut wurden.
Die Ro-Ro-Decks befanden sich auf den unteren beiden Decks. Das obere Deck war ein durchgehendes Deck, das über eine Bug- und eine Heckrampe zugänglich war. Vor der Bugrampe befand sich eine Bugklappe. Die Bugklappe wurde spätestens in Indonesien verschweißt und war nicht mehr nutzbar. Das untere Ro-Ro-Deck war über Rampen im Schiff zu erreichen.